# اوک لاون (ایلینوی)
اوک لاون (به انگلیسی: Oak Lawn) یک روستا در ایالات متحده آمریکا است که در شهرستان کوک (ایلینوی) واقع شده‌است. اوک لاون ۲۲٫۲۰ کیلومتر مربع مساحت و ۵۶٬۶۹۰ نفر جمعیت دارد.